# Katze (musikgrupp)
Katze är ett tyskt indie/punk-band bestående av Klaus Cornfield och Minki Warhol. Gruppen har släppt två skivor. Den första, ...von Hinten!, kom år 2005 och den senaste skivan, Du bist mein Freunde, släpptes år 2010.

## Diskografi
Studioalbum
- 2005 – ...von Hinten!
- 2010 – Du bist mein Freunde